# Lvóvskoye
Lvóvskoye (del ruso: Льво́вское) es un selo del raión de Séverskaya del krai de Krasnodar, en Rusia. Está situada en la orilla oriental del embalse Kriukovskoye del río Il, afluente del Sujói Aushedz, distributario del Kubán, 16 km al norte de Séverskaya y 31 km al oeste de Krasnodar. Tenía 5 171 habitantes en 2010.
Es cabeza del municipio Lvóvskoye, al que pertenecen asimismo Krasni, Novoivánovski, Stefánovski y Peschani.

## Historia
El exteniente de la Guardia Nikolái Aleksándrovich Lvov en 1881 compró los terrenos sobre los que se levanta la villa actual. Estas tierras fueron vendidas a agricultores inmigrantes que crearon diversas comunidades, en particular, en 1884 se fundó Dmítrovski, que con el tiempo se desarrollaría hasta convertirse en Lvóvskoye en 1897. En 1911 la localidad contaba con 1 100 habitantes, y en 1916 con 1 751 habitantes. Hasta 1920 pertenecía al otdel de Ekaterinodar del óblast de Kubán.
En 1958, se decidió adjuntar a Lvóvskoye el asentamiento de Porono-Pokrovski, fundado en 1875.

## Demografía
| 2002  | 2010  |
| ----- | ----- |
| 4 710 | 5 171 |

### Composición étnica
De los 4 710 habitantes que había en 2002, el 92.8 % era de etnia rusa, el 2.5 % era de etnia ucraniana, el 0.7 % era de etnia armenia, el 0.5 % era de etnia gitana, el 0.5 % era de etnia alemana, el 0.4 % era de etnia georgiana, el 0.4 % era de etnia bielorrusa, el 0.4 % era de etnia tártara, el 0.3 % era de etnia adigué, el 0.2 % era de etnia azerí y el 0.1 % era de etnia griega